# Gefiederfliegen
Die Gefiederfliegen (Carnidae) sind eine Familie der Zweiflügler (Diptera). Hier werden sie zu den Fliegen gezählt. Sie sind sehr klein und erreichen Körperlängen von einem bis zwei Millimetern.

## Vorkommen
Zu finden sind Gefiederfliegen teilweise auf Blüten, teilweise auch an verwesenden Stoffen. Die Larven entwickeln sich in organischen Abfällen aller Art.
So leben etwa die Vertreter der größten Gattung der Gefiederfliegen Meoneura vor allem auf Dung und Fäkalien aller Art, Aas (Nekrophagie) und verwesenden Pflanzenteilen (Kompost). Teilweise sind sie auch in Vogelnestern zu finden, wie etwa Meoneura lamellata.

## Lebensweise
Die Falkenlausfliege (Carnus hemapterus) ist ein blutsaugender Parasit an Vögeln, der vor allem bei Nestlingen von höhlenbrütenden Vögeln zu finden ist. Die Imago schlüpft bei dieser Art geflügelt aus der Puppe, wirft die Flügel jedoch ähnlich wie viele Lausfliegen (Hippoboscidae) bei Erreichen eines geeigneten Wirtes ab und hält sich danach vor allem unter den Flügeln oder im Nest der Wirte auf. Nach dem Verlust der Flügel wird auch die Flugmuskulatur reduziert. Bei den Weibchen schwillt der Hinterleib während der Eientwicklung stark an, die Eier werden in das Nistmaterial gelegt. Die Larven ernähren sich hier vom organischen Material in der Streu. Die Puppen überwintern.

## Systematik
Weltweit sind etwa 70 Vertreter dieser Gruppe bekannt, in Mitteleuropa sind davon 15 Arten zu finden, in Deutschland leben nur sieben. In Europa ist die Familie der Gefiederfliegen mit drei Gattungen und 39 Arten vertreten.
- Carnus hemapterus Nitzsch, 1818
- Hemeromyia anthracina Collin, 1949
- Hemeromyia longirostris Carles-Tolrá, 1992
- Hemeromyia remotinervis (Strobl, 1902)
- Meoneura acuticerca Gregor, 1973
- Meoneura alpina Hennig, 1948
- Meoneura anceps Frey, 1915
- Meoneura atoma Papp, 1981
- Meoneura bicuspidata Collin, 1930
- Meoneura carpathica Papp, 1977
- Meoneura elongella (Zetterstedt, 1838)
- Meoneura exigua Collin, 1930
- Meoneura falcata Papp, 1997
- Meoneura flabella Carles-Tolrá, 1992
- Meoneura flavifacies Collin, 1930
- Meoneura flavifrons Papp, 1981
- Meoneura freta Collin, 1930
- Meoneura glaberrima Becker, 1910
- Meoneura graeca Hennig, 1972
- Meoneura granadensis Lyneborg, 1969
- Meoneura helvetica Papp, 1997
- Meoneura hungarica Papp, 1977
- Meoneura lacteipennis (Fallén, 1823)
- Meoneura lamellata Collin, 1930
- Meoneura longifurca Papp, 1997
- Meoneura milleri Gregor, 1973
- Meoneura minuscula Papp, 1977
- Meoneura minutissima (Zetterstedt, 1860)
- Meoneura moravica Gregor & Papp, 1981
- Meoneura neottiophila Collin, 1930
- Meoneura nevadensis Lyneborg, 1969
- Meoneura obscurella (Fallén, 1823)
- Meoneura paralacteipennis Papp, 1977
- Meoneura perlamellata Hennig, 1937
- Meoneura prima (Becker, 1903)
- Meoneura seducta Collin, 1937
- Meoneura subfreta Papp, 1979
- Meoneura triangularis Collin, 1930
- Meoneura vagans (Fallén, 1823)